# Olympische Sommerspiele 1976/Teilnehmer (Kolumbien)
| Gelbes Symbol für Goldmedaillen mit stilisierten Olympischen Ringen | Graues Symbol für Silbermedaillen mit stilisierten Olympischen Ringen | Braundes Symbol für Bronzemedaillen mit stilisierten Olympischen Ringen |
| ------------------------------------------------------------------- | --------------------------------------------------------------------- | ----------------------------------------------------------------------- |
| —                                                                   | —                                                                     | —                                                                       |

Kolumbien nahm an den Olympischen Sommerspielen 1976 in Montreal mit einer Delegation von 35 Athleten (32 Männer und 3 Frauen) an 30 Wettkämpfen in sieben Sportarten teil. Ein Medaillengewinn gelang keinem der Athleten.

## Teilnehmer nach Sportarten

### Boxen
- Virgilio Palomo
Fliegengewicht: in der 1. Runde ausgeschieden

- Sandalio Calderon
Federgewicht: in der 1. Runde ausgeschieden

- Leonidas Asprilla
Leichtgewicht: im Achtelfinale ausgeschieden

- Luis Godoy
Halbweltergewicht: in der 1. Runde ausgeschieden

- Carlos Mejía
Weltergewicht: in der 1. Runde ausgeschieden

### Gewichtheben
- Gustavo Quintana
Fliegengewicht: 16. Platz

- Ezequiel Sánchez
Bantamgewicht: 17. Platz

### Leichtathletik
Männer
- Domingo Tibaduiza
5000 m: im Vorlauf ausgeschieden
10.000 m: im Vorlauf ausgeschieden

- Víctor Mora
10.000 m: im Vorlauf ausgeschieden

- Jairo Cubillos
Marathon: 48. Platz

- Rafael Mora
Marathon: Rennen nicht beendet

- Jesús Villegas
400 m Hürden: im Vorlauf ausgeschieden

- Ernesto Alfaro
20 km Gehen: 19. Platz

- Rafael Vega
20 km Gehen: 31. Platz

### Radsport
- Álvaro Pachón Morales
Straßenrennen: 22. Platz
Mannschaftszeitfahren: 23. Platz

- Luis Manrique
Straßenrennen: 23. Platz
Mannschaftszeitfahren: 23. Platz

- Miguel Samacá
Straßenrennen: Rennen nicht beendet

- Abelardo Ríos
Straßenrennen: Rennen nicht beendet

- Cristóbal Pérez
Mannschaftszeitfahren: 23. Platz

- Julio Rubiano
Mannschaftszeitfahren: 23. Platz

- Julio Echeverry
Bahn Sprint: im Vorlauf ausgeschieden

- José Jaime Galeano
Bahn 4000 m Einzelverfolgung: überrundet
Bahn 4000 m Mannschaftsverfolgung: 15. Platz

- Jorge Hernández
Bahn 4000 m Mannschaftsverfolgung: 15. Platz

- Carlos Mesa
Bahn 4000 m Mannschaftsverfolgung: 15. Platz

- Jhon Quiceno
Bahn 4000 m Mannschaftsverfolgung: 15. Platz

### Schießen
- Alfredo González
Schnellfeuerpistole 25 m: 33. Platz

- Helmut Bellingrodt
Freie Pistole 50 m: 6. Platz

- Hanspeter Bellingrodt
Freie Pistole 50 m: 13. Platz

### Schwimmen
Männer
- Helmut Levy
100 m Freistil: im Vorlauf ausgeschieden

- Tomas Becerra
200 m Freistil: im Vorlauf ausgeschieden
400 m Freistil: im Vorlauf ausgeschieden

- Jorge Jaramillo
100 m Schmetterling: im Vorlauf ausgeschieden
200 m Schmetterling: im Vorlauf ausgeschieden

Frauen
- Fernanda Pérez
400 m Freistil: im Vorlauf ausgeschieden
800 m Freistil: im Vorlauf ausgeschieden

- Liliana Cian
100 m Rücken: im Vorlauf ausgeschieden
200 m Rücken: im Vorlauf ausgeschieden
100 m Schmetterling: im Vorlauf ausgeschieden

### Segeln
- Beatriz de Lisocky
470er-Jolle: 22. Platz

- Andras de Lisocky
470er-Jolle: 22. Platz